# Bowman (Georgia)
Bowman – miasto w Stanach Zjednoczonych, w stanie Georgia, w hrabstwie Elbert.